# 東急9000系電車
東急9000系電車（とうきゅう9000けいでんしゃ）は、1986年（昭和61年）3月9日に営業運転を開始した、東急電鉄の通勤形電車。
なお、本項では解説の便宜上、渋谷・大井町方先頭車の車両番号+F（Formation = 編成の略）を編成名として表記する。

## 概要
老朽化した初代3000系や初代5000系の置き換えおよび営団南北線・都営三田線への乗り入れに対応した車両として、1986年2月に量産先行車にあたる9001Fが落成した。翌1987年度より増備が開始され、1991年（平成3年）3月までに15編成117両が東急車輛製造で製造された。
東急では、1983年（昭和58年）から初代6000系の一部にVVVFインバータ制御装置を搭載して試運転を実施し、翌1984年（昭和59年）には1500 V区間でGTOサイリスタ素子のVVVFインバータ制御装置を搭載した車両では日本初の営業運転での実用試験を行った。また、この時に東急車輛製造製のボルスタレス台車を装架して試験を実施した。本系列はこの結果を踏まえて設計・製造された。

### 次車分類
- 1次車（1985年度製）9001F （量産先行車）
- 2次車（1987年度製）9002F - 9007F
- 3次車（1988年度製）9008F - 9013F
- 4次車（1989年度製）9014F
- 5次車（1990年度製）9015F

量産先行形の9001Fは制御装置の形式や車内補助送風機・車外車側灯台座形状の違いなど量産形車両と多少の違いがある。また、3次車以降は外板幕板と腰板を溶接構造からプレス加工構造に変更している。

## 車両概説
本項では特記のない限り、落成時の仕様について述べる。

### 車体
本系列は軽量ステンレス鋼製の20 m級4扉車体で、梨地仕上げのステンレス材を使用し、正面・側面には東急のコーポレートカラーである赤帯を巻いている。
前面は従来車と同様の切妻スタイルで、前述の地下鉄直通を考慮して非常用非常扉を装備しているが、助士席側にオフセットさせることで、運転士側のスペースと視野の拡大を図っている。車内には非常脱出用のはしごが設けられている。前面のステップ（足掛け）は大型化され、非常用はしごはそのステップに引っ掛けて使用する。前照灯は角形であり、本系列より尾灯はLED化された。なお設計当初はパノラミックウィンドウの使用や、営団01系電車のような角を落とした前面形状も考えられていたが、上層部の強い意向により切妻スタイルとされた。
行先表示器は字幕式で、前面は左から種別表示・行先表示・運行番号表示である。また、急行標識灯が設置されており、急行・特急での運用時には点灯していたが、2002年（平成14年）4月から使用が停止された。側面は種別・行先表示一体形の表示器である。オリジナルは「各停表示なし・ローマ字表記なし」であるが、3次車の9008Fからは前面行先表示のみローマ字入りとされ、その後に初期車でもローマ字入りへの交換を行った。その後大井町線用の9007Fも2008年（平成20年）7月下旬に前面種別表示幕と側面表示が交換され、8090系などと同様に同線での種別表示に対応した。
冷房装置は分散式で、落成当初は東芝製RPU-2214形で、能力11.6 kW（10,000 kcal/h）のものを各車4台搭載していた。装置外観キセ（カバー）はFRP製である。

### 内装
車内設備においても、乗客へのサービス向上のため様々な点で見直しを行っている。
内装は8090系と同様の「ソリッドパターン」と呼ばれる模様の入ったベージュ色の化粧板を使用し、床材はキーストンプレートの塗り床（茶色）である。席配置はドア間が7人掛け座席、車端部は3人掛けのロングシート座席とクロスシートを設置している。
ロングシート部は、乗客1人分の幅を440 mmに拡大して7人掛けの座席を3人掛けをオレンジ色・4人掛けを茶色に色分けするとともに、座席端に袖仕切りを設け、また座席の中間に新たに仕切り板を設置して着席定員を守りやすくしている。優先席（旧・シルバーシート）は時期によって異なったがその後は青色とものとした。当初のつり革は丸形であり、新たに枕木方向にも増設した。また、優先席部は後年オレンジ色で三角形のものと交換された。
9001Fでは先頭車両のクハ9001・9101の車端部（貫通扉上部）のみに、日本初となるLED式車内案内表示器が搭載された。赤とオレンジの2色表示で「次は○○（駅名）」と表示され、ドットはクハ9001が四角、クハ9101が丸形であったが、ともに2000年8月6日のダイヤ改正で多摩川園駅が多摩川駅に改称され、さらに同駅に急行が停車することになったため対応できなくなり、装置の使用を中止した。その後、この車端部LED表示器は冷房装置などの機器を更新する際に撤去し、他の車両と同様に広告掲示スペースとされた。
また、落成当初から東急の車両で初の音声合成式自動放送装置を搭載し、以後は東急の車両における標準装備品となった。
側窓はサッシュレス構造を採用し、遮光カーテン付としている。連結面は固定式の妻窓があり、貫通路幅は800 mmとし、各車両の渋谷方には吹き抜け防止の貫通扉を設けている。
天井は平天井構造で、冷房装置の吹き出し・リターン口1台と補助送風機2台が交互に配置されている。補助送風機は先頭車に7台、中間車に8台設置している。
メンテナンスがほぼ不要なかご形三相誘導電動機を採用したことや、電動機の結線をワンタッチコネクタ化したことから、床面の主電動機点検蓋は省略された。東急では初代7000系以来である。

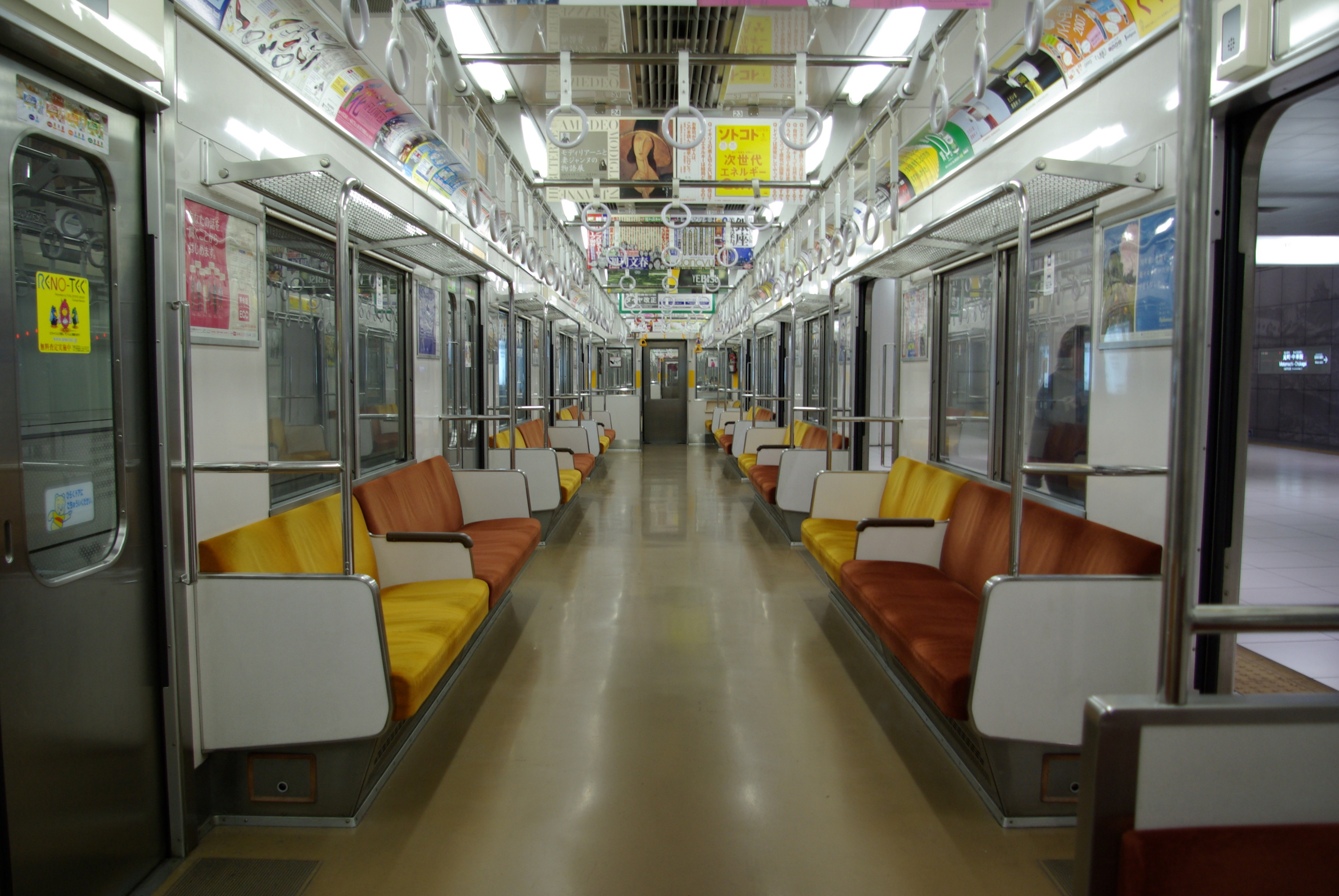
車内（サハ9704）
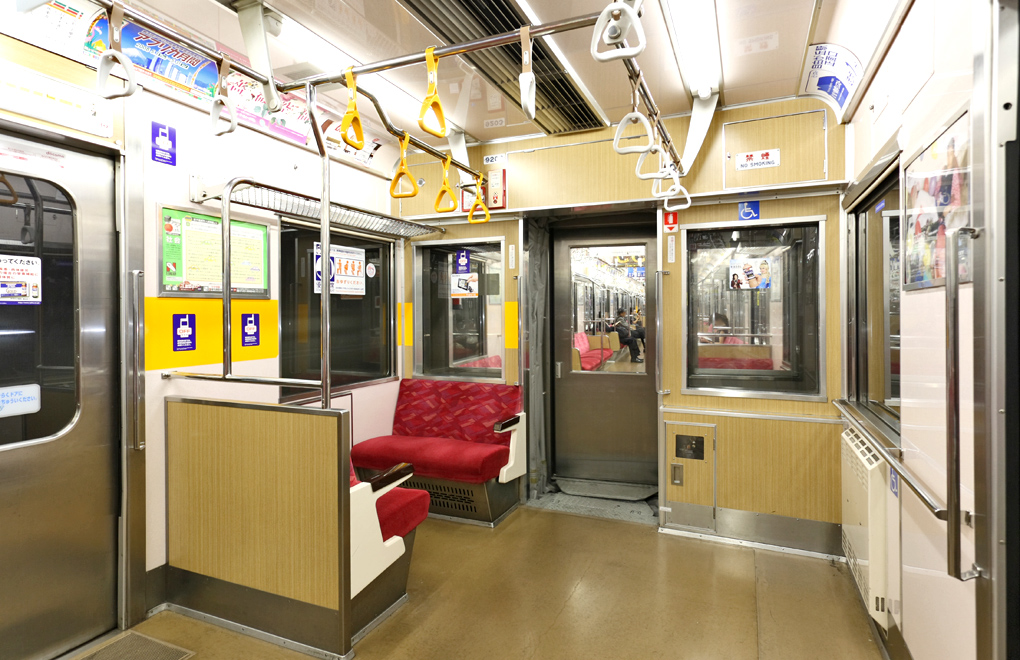
車端部の車椅子スペースとボックスシート　　　　　　　　　　　　（内装更新済み・デハ9203）

### 乗務員室

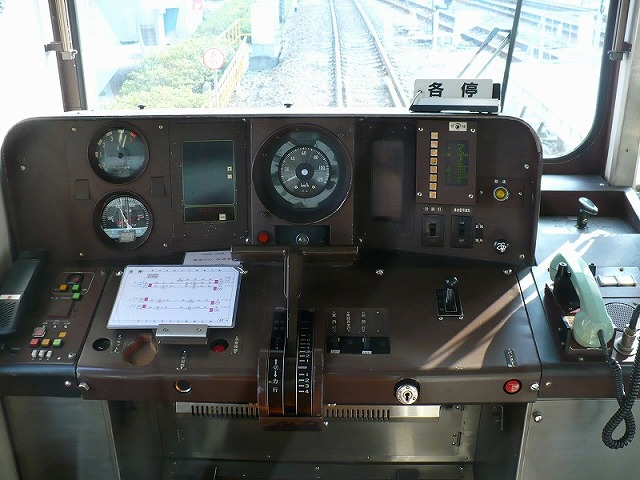
9000系の運転台

乗務員室は乗務員の運転操作性向上を主眼に設計され、線路方向に1,375 mm確保された。室内はアイボリーの配色、運転台はワインレッド調の配色であり、8500系に準じているが、貫通扉が車掌台側に寄ったため配置に余裕がある。計器盤には左から圧力計・ブレーキ指示計、故障表示灯、速度計（中央）・保安表示灯・種別表示の順に並んでいる。表示灯はすべてLED化された。主幹制御器はデッドマン装置付のT字形ワンハンドル式である。運転台上部には故障時のガイダンス処置を表示するモニタディスプレイが設置された。
前面ガラスの日除けは、クハ9101号において従来のアルミ遮光板に代わり、巻き上げ式カーテンを採用した。これは西日などを遮ることで、運転士の前方視認を確実にするもので、安全面に配慮したものである。これは後の量産車以降にも採用されたほか、在来形式車にも取り付けが実施された。
車掌用のマイクは乗務員室扉周りに各1個（両側で2個）、運転台の右に1台（これは送受話器形で、乗務員室間連絡用と車内放送用）の計3個が設置されている。
東急では初めてウインドウオッシャ付きの電動式ワイパーを採用した。また、警笛は空気笛に加えて電子ホーン（電気笛）を採用した。
運転室と客室の仕切り部は前面窓と同じ配置で、仕切り窓が3枚並んでおり、このうち左側2枚の窓には遮光幕が設置されているが、右端の窓にはない。なお、遮光幕はロールカーテン式ではなくアルミ製の下降式遮光板であり、窓下から引き上げて使用する。

### 主要機器
東急の量産車で初めてVVVFインバータ制御とかご形三相誘導電動機を採用した。日本国内における直流1,500 V用車両では前述の初代6000系および近畿日本鉄道の1250系（現・1420系）と3200系、新京成電鉄の8800形に続く5例目となる。
GTOサイリスタ素子による日立製作所製制御装置（1次車9001F：VF-HR-107形・2次車9002F以降は改良形：VF-HR-112形）を各電動車に搭載し、1台の制御器で4台の電動機を制御する（1C4M方式）。またVVVFインバータ制御の特性を活用して定速運転機能を付加した。
主電動機（TKM-86形かご形三相誘導電動機）は日立製作所・東洋電機製造製の共通設計品であり、MT比1：1で高い起動加速度（3.1 km/h/s）を確保するため、1時間定格は170 kWと出力は大きい。高速走行時における電動機冷却ファンの風切り音の低減のため、冷却ファンは電動機枠内に収めた。
制動装置は回生ブレーキ付きの電気指令式ブレーキ（HRA・ハイ - レスポンス - アナログ方式）である。回生ブレーキの動作範囲は停止直前 (5 km/h) までと広い。そのため、起動時のみならず減速時も非同期領域の磁励音を主電動機および制御装置から発する。合わせてVVVF制御の特性を生かし、T車遅れ込め制御併用形とした。
冷房装置などサービス機器の電源である静止形インバータは、東芝製の容量120 kVA、出力電圧440 V、GTO素子を使用している。空気圧縮機 (CP) はレシプロ式・低騒音形の新規品で、電動機には保守の容易な交流誘導電動機を採用したHS-20-1形を使用している。
台車は軽量ボルスタレス台車（TS-1004形〈電動車〉・TS-1005形〈付随車〉）を採用した。軸箱支持は8000系と同じ軸箱守（ペデスタル式）としたほか、仕様の見直しなどにより同系列より1台車当たり400kgの軽量化を図った。
基礎ブレーキは電動車が片押し式踏面ブレーキ、付随車がディスクブレーキとしている。なお、1990年度に落成した最終編成9015Fの9015号車では1991年（平成3年）6月まで翌1992年に落成する2000系用の試作台車TS-1009形（円筒積層ゴム式軸箱方式）の走行試験に使用されたが、試験終了後は本系列用の台車に換装した。

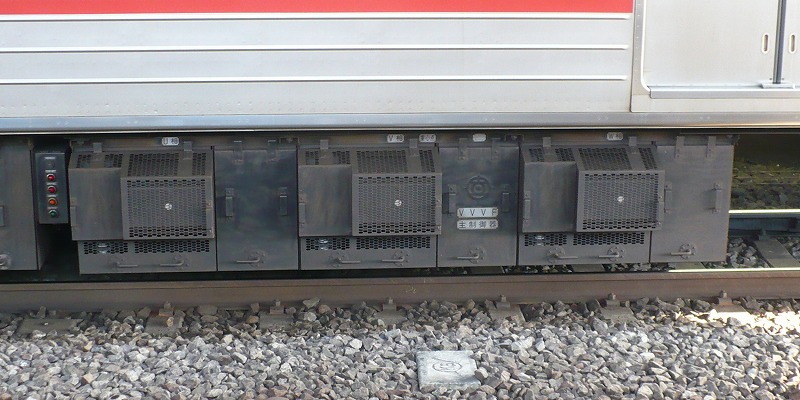
9000系の 日立製VVVF主制御器 （写真は量産車のVF-HR112形）
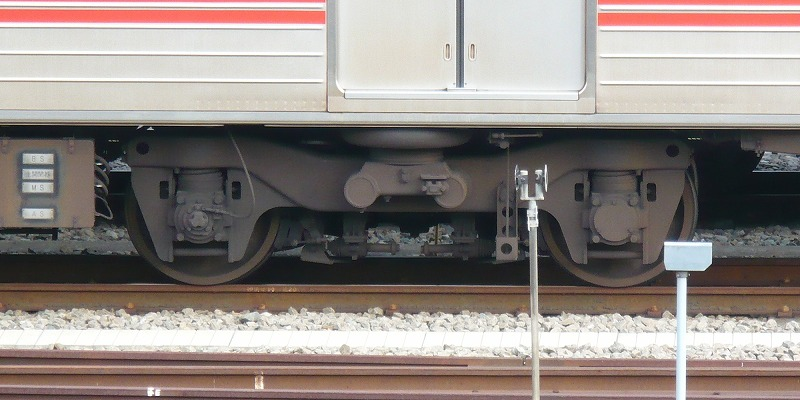
TS1004形動力台車。 ボルスタレス台車である
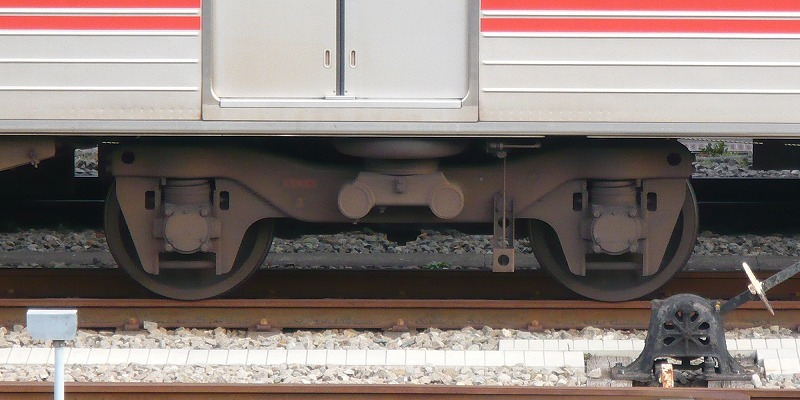
TS1005形付随台車。 動力台車と同構造である

集電装置（パンタグラフ）はクーラーキセの大型化に伴い小型化され、さらに折りたたみ高さを低く設計したPT44-S-D-M形とした。これは折りたたみ時に上枠が下枠に収まるようにして小型化したものである。当初より剛体架線に対応した集電舟が使用されている。

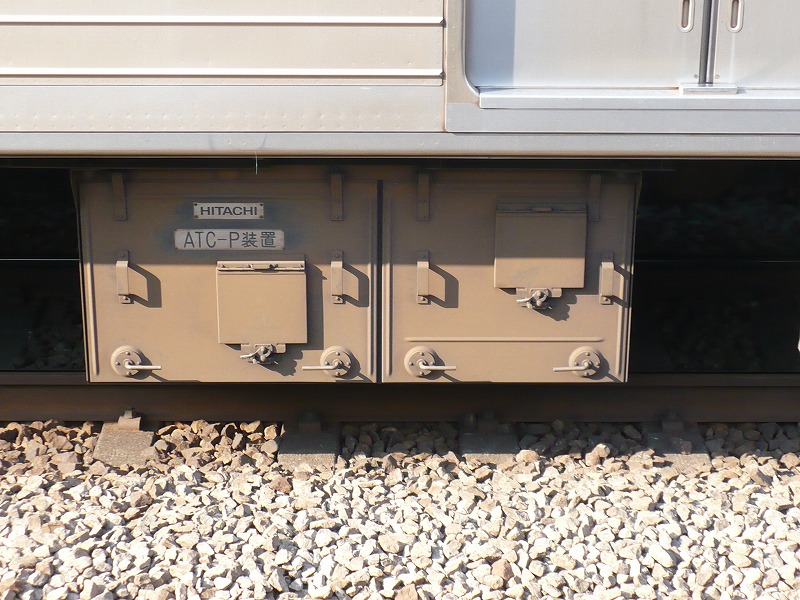
東横線用9000系のATC-P装置

保安装置は落成時は東急形ATS装置のみを搭載していた。その後、大井町線用の9007Fは1991年（平成3年）3月の田園都市線ATC化に伴い、入出庫で同線を走行する機会が多いことから、ATC装置を取り付けた。また、後年の2007年（平成19年）2月の大井町線ATC-P化に伴い、ATC-P装置への更新が実施された。

## 改造

### 冷房装置の換装
2001年夏ごろに9002F・9012Fの2・4号車において試験的に大容量（14.5 kW・12,500 kcal/hを1両4台）のものに換装した。装置外観キセはステンレス製である。比較の意味もあり、前者は三菱電機製（CU-503形）、後者は東芝製（RPU-4018形）のものをそれぞれ搭載した。その後、この結果を踏まえて2004年（平成16年）より東芝製の大容量タイプへの換装が実施されたが、電源である静止形インバータ（SIV）の給電能力の関係から1編成32台ある冷房装置のうち14台のみとなっている。
2008年（平成20年）現在では9007F・9008F・9010F・9013F以外の編成に施工されている。9002Fの1 - 4号車は同年現在も試験時の装置が搭載されており、うち9302号車は一時的に3種類すべての冷房装置が設置されていた。その後、順次交換されるが、弱冷房車である9200は未交換で、他の車両は全交換車と一部交換車が混在している

### ATC-P取り付け改造
東横線用編成は1997年（平成9年）3月の東横線渋谷駅 - 菊名駅間ATC化に伴い、ATC-P装置の取り付けが施工された。東急形ATSは菊名 - 横浜 - 桜木町間がATC化されないため残置され、2004年1月30日の横浜 - 桜木町間営業終了まで使用された。

### 転落防止幌設置
2001年（平成13年）頃には全編成に転落防止幌が設置された。

### 内装の改造
2000年から2002年にかけて高齢者、身体障害者等の公共交通機関を利用した移動の円滑化の促進に関する法律（交通バリアフリー法）に対応し、東横線用は2号車と7号車、大井町線用は4号車の車端部の3人掛け座席を撤去の上、車椅子スペースを新設した。この際に壁面埋め込み式ヒーターの新設と消火器を収納キセに収めるようにした。
その後、2003年度からドア上部にLED式車内案内表示器を千鳥（左右交互）配置に、ドアチャイムを各ドアの上部にそれぞれ後付けで設置している。案内表示器は3000系などと同じく2段式である。このうち、先行して設置された9014F・9015Fでは案内表示器・ドアチャイム用スピーカーのカバーの色がベージュであったが、その後設置された編成ではアイボリーになっている。大井町線所属の9007Fについても2014年1月に車内案内表示器が設置されている。

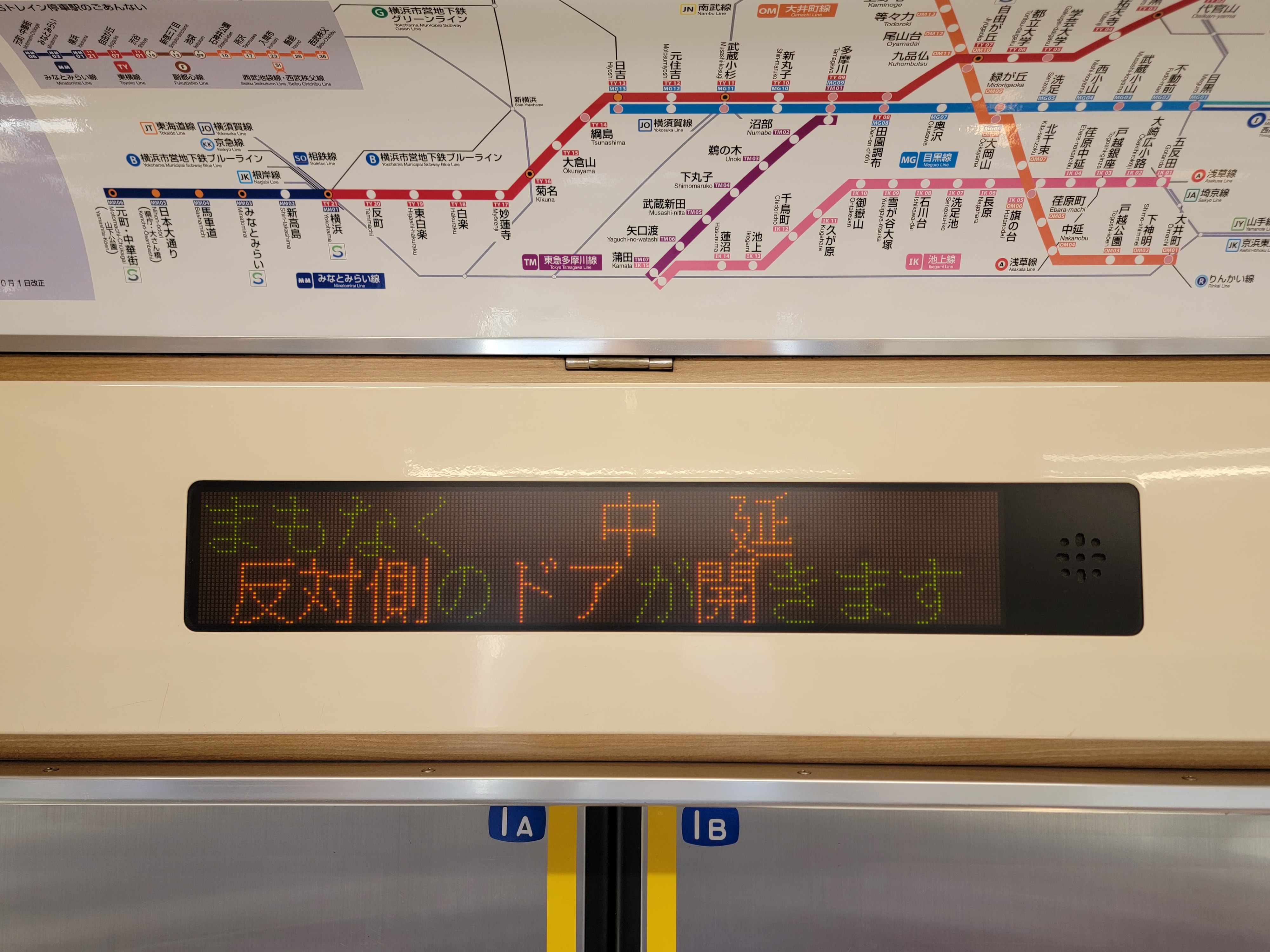
LED式車内案内表示器

#### 室内更新工事
2003年から老朽化に伴い車内の更新工事を開始しており、内容は以下の通りである。
- 座席をピンク系の表地に統一して仕切りを廃止し、その代わりとして9001F - 9003F・9005F - 9013Fについては更新時に、9014・9015Fは更新完了後にそれぞれ手すりを新設した。そのため、9004fにのみ手すりではなく仕切り。
- 東横線用の9003F・9005F・9006F・9011F - 9013Fと大井町線用の9007Fではさらに化粧板を木目調に、つり革を三角形のもの[注 8]に、号車・車両銘板をシールのもの[注 9]にそれぞれ変更された。つり革は大井町線用の9007Fが五角形タイプで、3000系や東急バスの1300番台 - 1800番台車と同じ形状なのに対し、他の編成は三角形に近いが底辺の中心がへこんでいるタイプで[注 10]、他に類のない形状となっている。
- 東横線用の9012F・9013Fについては、この室内更新に加えて先頭車の前面に補助排障器（スカート）を設置する予定だったが、計画の変更で当時同路線に所属していた全編成[注 11]に取り付けられた。

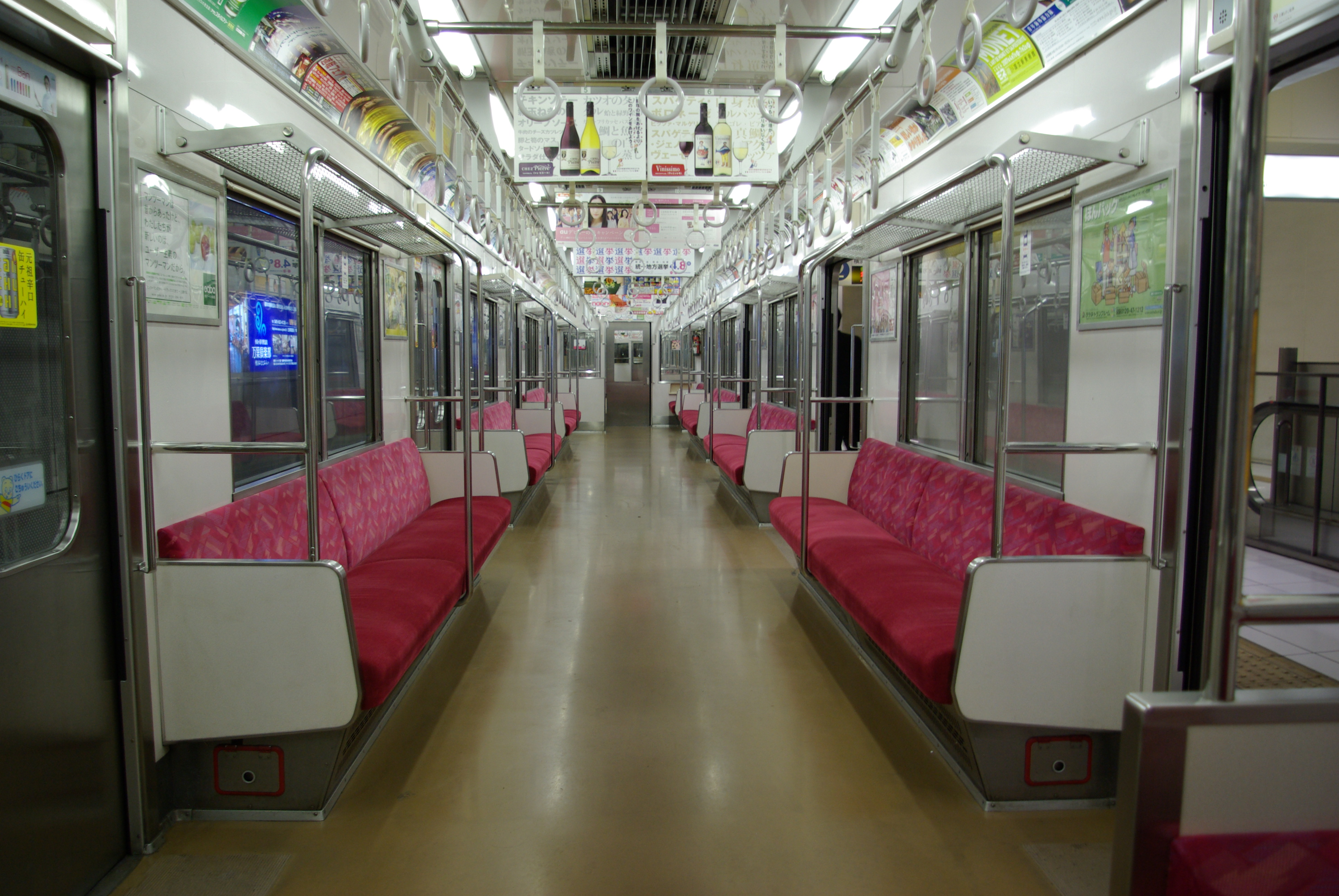
更新車の車内（デハ9201）
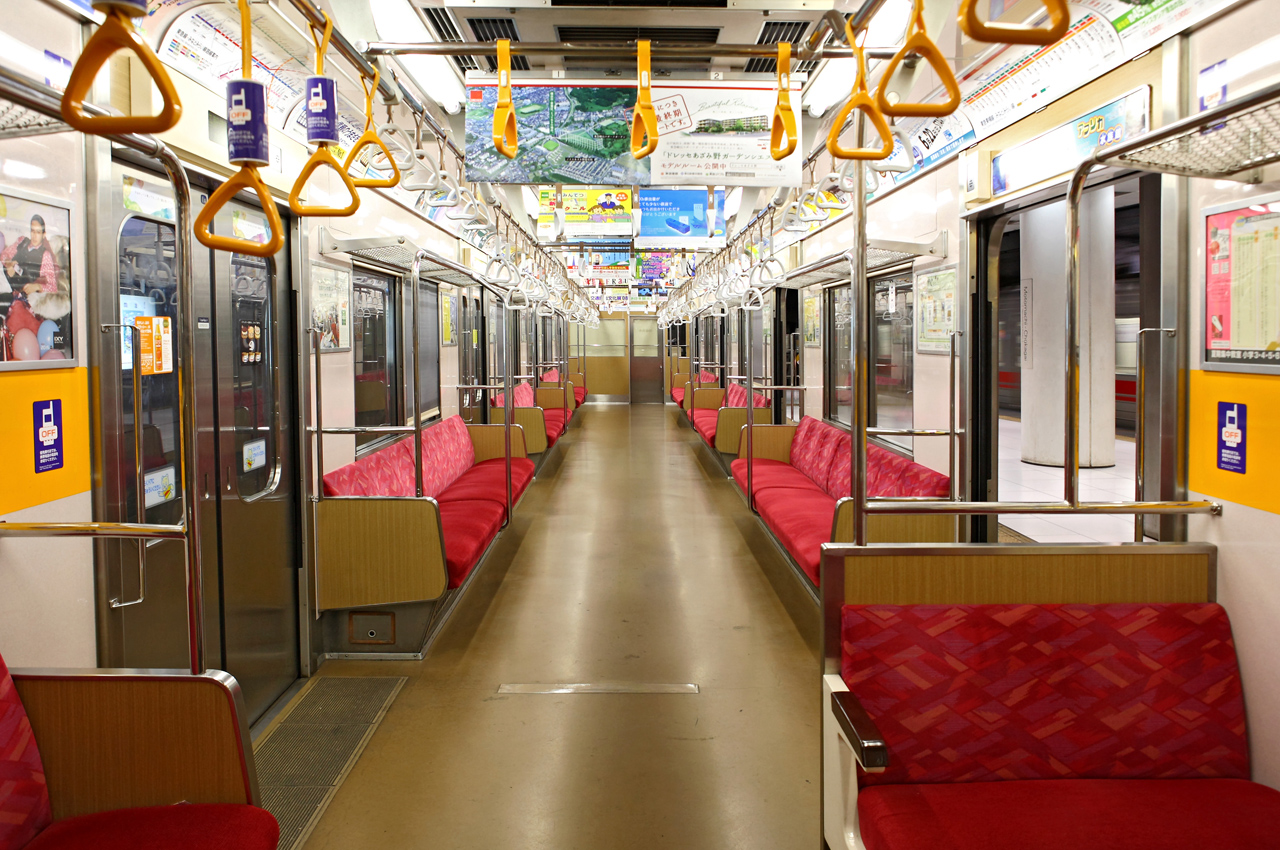
木目調更新車の車内（クハ9003）

### シングルアームパンタへの交換
2004年12月に、大井町線用9007Fの集電装置がシングルアーム式パンタグラフに換装された。その後ほかの大井町線用車両についても同様に換装されたほか、これ以外の本形式も大井町線転属時と前後して交換を実施している。

### スカートの取り付け
2005年（平成17年）1月から東横線編成は前面に補助排障器（スカート）の取り付けが施工された。当初、東横線所属の本系列におけるスカート設置は限られた編成のみ施工される予定であり、公式ホームページ上にもそのように掲載されていたが、結局同路線に所属する全編成に対して施工された。なお、当初から大井町線に所属している9007Fへは取り付けが実施されなかったが、同時期にパンタグラフをシングルアーム式に換装、その後2014年（平成26年）1月にスカートが装備された。

### 車外スピーカー設置
2007年（平成19年）2月から7月にかけて落成当初から設置準備工事のみであった車外放送用スピーカーを、全ての編成に設置した。

### 車掌スイッチ交換
2007年7月ごろまでに全編成の車掌スイッチを機械式から5050系や横浜高速鉄道Y500系電車と同様のタイプである間接制御式（リレー式）に交換した。

## 編成・運用

### 東横線・大井町線へ導入
1986年から1991年にかけて、東横線用の8両編成が14編成（9001F - 9006F、9008F - 9015F）、大井町線用の5両編成が1編成（9007F）導入された。東横線の車両は元住吉検車区、大井町線の車両は長津田検車区が管理している。
新製投入直後は初期故障を中心としたトラブルも多かった。空転の多発や台車の空気ばねの圧力調整不具合から、1986年3月13日朝に9001Fが横浜駅付近のカーブ区間の勾配（カント）に馴染まず脱線事故を起こすなどしているが、これらも徐々に克服していった。なおクハ9001の海側運転台寄りの台枠部には、この事故で生じた摩擦痕が今も残っている。
導入当時の東横線では急行と各駅停車の列車運用が分離されていたが、9000系は急行と各駅停車の双方に運用された。また、大井町線では各駅停車のみの運用であるほか、早朝と深夜には鷺沼車庫への出入庫を兼ねた田園都市線直通電車への充当もある。
大井町線への導入に先立っては、乗務員の習熟訓練を目的として1986年11月の1か月弱ほど、中間3両を抜き取られた9001Fが同線で一時運用された。
1989年8月から1991年3月にかけては、田園都市線の新CS-ATC化に伴い大井町線車両は二子玉川 - 長津田での回送を必要とすることから、ATC搭載工事期間中の編成数の確保を目的として9001Fが再び大井町線で一時運用された。この2度目の9001Fの大井町線での運用期間は約1年7か月と長期にわたったことから、1990年10月から1991年2月まで9001Fから抜き取って留置されていた中間車3両を9008Fの中間車3両と交換し、走行距離を調整した。
1996年には車輪のきしり音対策の試験のため、大井町線用の9007Fが数日間3両化されてこどもの国線で運用された。

### 東横線特急列車への充当・みなとみらい線への直通

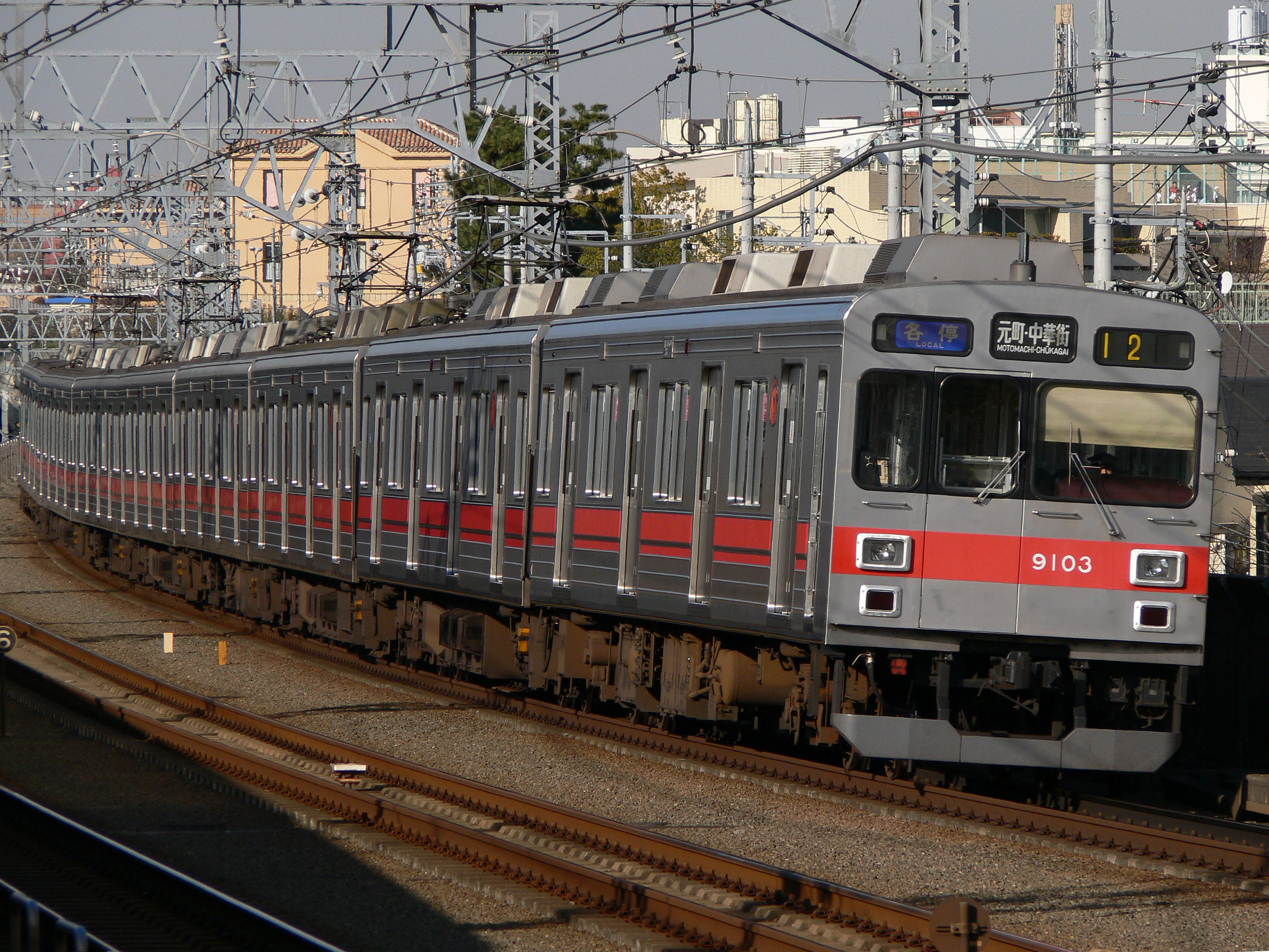
みなとみらい線へ直通する9003F
（2005年12月21日 / 多摩川駅）

2001年3月28日には東横線で特急列車の運転が開始された。同時に種別による列車運用の分離は廃止となり、9000系についても特急から各駅停車まですべての運用に充当された。
2004年2月1日には横浜高速鉄道みなとみらい線が開業し、東横線との相互直通運転が開始された。東横線のほぼ全ての列車がみなとみらい線に直通する形態となり、9000系もみなとみらい線の元町・中華街駅まで運用範囲を広げた。これに伴い、大井町線用の9007Fを除いて非常用梯子が大型のものへ交換されたほか、前面・側面の種別と行先表示を新しいものにに交換している。
みなとみらい線開業に際し、事前に地下化される東横線の区間を含むみなとみらい線内での試運転が実施され、9008Fが2003年10月に一度運用を離脱し、横浜高速鉄道Y500系電車Y516Fとともに使用された。搬入は同年11月に東白楽駅反町寄りの仮設地下搬入線路から行われ、搬入線路へは長津田車両工場からトレーラーで陸送された。

### 大井町線車両の塗装変更

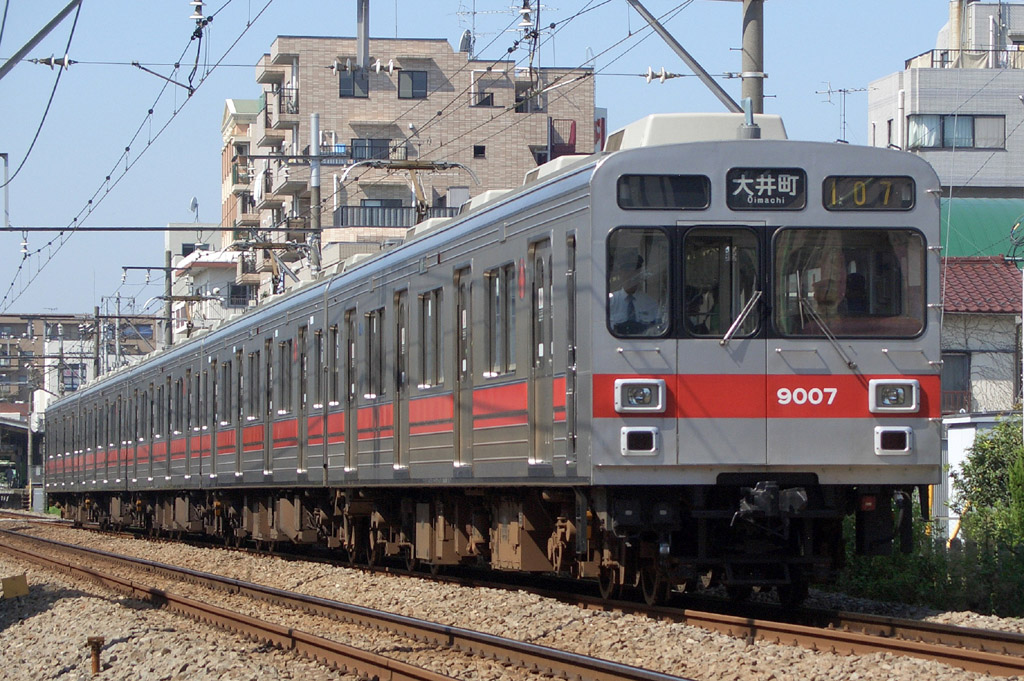
赤帯時代の9007F

2006年3月18日から、土休日に数往復、大井町線から田園都市線中央林間駅までの直通電車（大井町線内各駅停車・田園都市線内急行運転）が設定された。その後、2008年3月28日からは大井町線で急行運転が開始されたため、田園都市線との誤乗防止目的で施された車体前面のグラデーションカラー化と「大井町線」と書かれたステッカーが貼りつけられた。
大井町線の急行運転開始前に同線の保安装置がATCに変更されることから、大井町線所属車両のATC改修工事に従う車両不足を補う必要が生じた。このため、9001Fが2007年8月25日に5両編成化された上で大井町線に転用し、同年8月27日から2008年3月27日までの7か月間、大井町線で営業運転に就いた。この際、抜き取られた3両（サハ9801 - デハ9301 - サハ9701）は休車とされたが後に8両編成に戻され、2008年5月20日に東横線に復帰している。
なお、行先表示器の字幕は9007Fと同様の「各停表示なし・前面の英字が大文字と小文字の組合わせ・側面は日本語表記のみ」のタイプで、東横線所属編成がみなとみらい線対応幕に交換する前に使用していたものを流用していた。また、9001Fなどパンタグラフのシングルアーム式換装が行われていない編成も存在したが、2014年までにシングルアーム式に統一された。

### 大井町線への転属
東横線への5050系増備に伴い、2009年度から本格的に東横線から大井町線への転属が開始された。いずれの場合も東横線から長津田車両工場へ回送され、同工場において8両から5両（余剰となった3両は休車または廃車）に減車した上で、前面デザインのグラデーション化および車体側面に「大井町線」と書かれたステッカーを貼り付け、試運転の後に営業運転に入った。
転属後しばらくの間はドアチャイムのみの稼働（ただし9003Fと9004Fは非稼働）で、LED式車内案内表示器は終始無表示であったが、2012年2月から全編成で案内表示の使用が開始された。非稼働だった9003F・9004Fのドアチャイムも稼働を再開している。なお、ドアカットを実施する九品仏駅では、全車両とも開くドアの方向は表示されず、ローマ字の駅表示は2000系同様の大・小文字併記、次駅の英字スクロール表示は1回のみと、東横線時代とは表示パターンがいくつか異なっている。大井町線生え抜きの9007Fについても2014年1月にLED式車内案内表示器を設置の上、先頭車へのスカート装備、種別・行先表示器のフルカラーLED化も実施されている。
- 2009年度
  - 4月3日：9002Fが長津田車両工場に回送され、7月8日に試運転を実施し翌9日から営業運転に入った[12] 。
  - 5月22日：9009Fが長津田車両工場に回送され、9月1日に出場し、同月4日に営業運転を開始した[12]。転属に合わせて種別・行先表示器はフルカラーLED・白色式に変更され、パンタグラフもシングルアーム式にそれぞれ換装された[12]。なお、運行番号表示器は幕式のままであったが、2010年3月にLED式に変更されている[12]。

なお、この転配に際し余剰となった2編成分の中間車6両は2009年6月15日に廃車となった。
- 2010年度
  - 5月：9003Fが東横線を運用離脱し、6月付けで大井町線に転属した。転属時のパンタグラフは菱形であったが、2011年2月にシングルアーム式に換装されている[14] 。
  - 6月：9004Fが東横線を運用離脱し、7月付けで大井町線に転属した。転属時にパンタグラフがシングルアーム式に換装されている[14]。
  - 7月:9006Fが東横線を運用離脱し、8月付けで大井町線に転属した。なお、同編成のTOQ-BOX装飾は2010年6月下旬に剥がされていた。同編成は転属時に運行番号表示器のみLED化され、パンタグラフがシングルアーム式に換装されている[14]。
  - 11月：9008Fが東横線を運用離脱し、2011年1月付けで大井町線に転属した。転属時に行先表示器がフルカラー・白色LED化され、パンタグラフがシングルアーム式に換装されている[14]。

なお、2010年度内に転配した4編成分の中間車12両についても、全車両が廃車・解体となっている。
- 2011年度
  - 9月：9011Fが東横線を運用離脱し、10月付けで大井町線に転属した[16] 。転属時に行先表示器がフルカラー・白色LED化された（パンタグラフはひし形のまま[16]）。
  - 2012年2月：9013Fが東横線を運用離脱し、3月付けで大井町線に転属した[16]。転属時に行先表示器がフルカラー・白色LED化され、パンタグラフがシングルアーム式に換装されている。

なお、2011年度内に転配した2編成分の中間車6両についても、全車両が廃車・解体となっている。このほか、同年度内に9003F・9004F・9006Fの行先表示器がフルカラー・白色LED化された。
- 2012年度
  - 8月：9015Fが東横線を運用離脱し、9月付けで大井町線に転属した[18] 。転属時にパンタグラフがシングルアーム式に換装された[18]。
  - 2013年1月：9014Fが東横線を運用離脱し、3月付けで大井町線に転属した[18]。転属時にパンタグラフがシングルアーム式に換装された[18]。
  - 2013年3月には、8日に9012Fが東横線を運用離脱し[18]、長津田車両工場に回送され[18]、14日に5両化された上で長津田検車区に疎開回送された[18]。そして、15日に最後まで東横線に残っていた9001F・9005F・9010Fも長津田車両工場・長津田検車区に回送された[18]。この転配によりデハ9300形・サハ9700・9800形は2013年に形式消滅になるとともに9000系の中間付随車も消滅することになった。とくに9001Fは幾度の大井町線転用を経て正式に大井町線に配属されることとなった。廃車体の一部は武蔵小杉東急スクエアの展望デッキの壁面に再利用されている。
  - 3月16日改正から大井町線で15編成75両体制となっている。
- 2013年度 
  - 2014年1月：大井町線生え抜きの9007Fに対して車内へのLED式案内装置と先頭車へのスカート設置、表示器のLED化が実施され、東横線からの転入編成と基本的な仕様が統一された。
- 2014年度
  - 年度中に室内灯のLED化と車体側面の連結面端部への黄色テープ貼付が全編成に実施されている。
  - 順次クーラーの交換。弱冷房車である9200は未交換で、他の車両は全交換した車両もあれば一部交換が混在している。

## 編成表

### 大井町線用（長津田検車区・15編成75両）
|            | ← 大井町二子玉川・溝の口・鷺沼 → | ← 大井町二子玉川・溝の口・鷺沼 → | ← 大井町二子玉川・溝の口・鷺沼 → | ← 大井町二子玉川・溝の口・鷺沼 → | ← 大井町二子玉川・溝の口・鷺沼 → | 転入年月 | 製造 次車 | 更新 | つり革        | 運用離脱 廃車                        | 備考 | 備考 |
| 号車       | 1                                | 2                                | 3                                | 4                                | 5                                | 転入年月 | 製造 次車 | 更新 | つり革        | 運用離脱 廃車                        | 備考 | 備考 |
| 形式・車種 | クハ9000 （Tc2）                 | デハ9200 （M）                   | デハ9400 （M）                   | デハ9600 （M0）                  | クハ9100 （Tc1）                 | 転入年月 | 製造 次車 | 更新 | つり革        | 運用離脱 廃車                        | 備考 | 備考 |
| 搭載機器   | CP                               | CONT,SIV                         | CONT,SIV                         | CONT                             | CP                               | 転入年月 | 製造 次車 | 更新 | つり革        | 運用離脱 廃車                        | 備考 | 備考 |
| 車号       |                                  |                                  |                                  |                                  |                                  |          |           |      |               |                                      |      |      |
| 9001       | 9201                             | 9401                             | 9601                             | 9101                             | 2013年6月                        | 1        | ○         | ○    |               | 前面赤帯復刻                         |      |      |
| 9002       | 9202                             | 9402                             | 9602                             | 9102                             | 2009年4月                        | 2        | ○         | ○    |               |                                      |      |      |
| 9003       | 9203                             | 9403                             | 9603                             | 9103                             | 2010年6月                        | 2        | ●         | △    |               |                                      |      |      |
| 9004       | 9204                             | 9404                             | 9604                             | 9104                             | 2010年7月                        | 2        | ○         | ○    |               | 座席モケットが5050系と同様。         |      |      |
| 9005       | 9205                             | 9405                             | 9605                             | 9105                             | 2013年6月                        | 2        | ●         | △    | 2025年2月25日 |                                      |      |      |
| 9006       | 9206                             | 9406                             | 9606                             | 9106                             | 2010年8月                        | 2        | ●         | △    |               |                                      |      |      |
| 9007       | 9207                             | 9407                             | 9607                             | 9107                             |                                  | 2        | ●         | ○    |               | 1988年3月9日入籍時より大井町線で運用 |      |      |
| 9008       | 9208                             | 9408                             | 9608                             | 9108                             | 2011年1月                        | 3        | ○         | ○    |               |                                      |      |      |
| 9009       | 9209                             | 9409                             | 9609                             | 9109                             | 2009年5月                        | 3        | ○         | ○    |               |                                      |      |      |
| 9010       | 9210                             | 9410                             | 9610                             | 9110                             | 2013年5月                        | 3        | ○         | ○    |               |                                      |      |      |
| 9011       | 9211                             | 9411                             | 9611                             | 9111                             | 2011年10月                       | 3        | ●         | △    |               |                                      |      |      |
| 9012       | 9212                             | 9412                             | 9612                             | 9112                             | 2013年5月                        | 3        | ●         | △    |               |                                      |      |      |
| 9013       | 9213                             | 9413                             | 9613                             | 9113                             | 2012年3月                        | 3        | ●         | △    |               | 前面赤帯復刻                         |      |      |
| 9014       | 9214                             | 9414                             | 9614                             | 9114                             | 2013年3月                        | 4        | ○         | ○    |               |                                      |      |      |
| 9015       | 9215                             | 9415                             | 9615                             | 9115                             | 2012年9月                        | 5        | ○         | ○    |               | 前面赤帯復刻                         |      |      |

### 東横線用（元住吉検車区）
|            | ← 渋谷横浜・元町・中華街 → | ← 渋谷横浜・元町・中華街 → | ← 渋谷横浜・元町・中華街 → | ← 渋谷横浜・元町・中華街 → | ← 渋谷横浜・元町・中華街 → | ← 渋谷横浜・元町・中華街 → | ← 渋谷横浜・元町・中華街 → | ← 渋谷横浜・元町・中華街 → | 入籍           | 製造 次車 | 更新 | つり革 | 備考                 |
| 号車       | 1                          | 2                          | 3                          | 4                          | 5                          | 6                          | 7                          | 8                          | 入籍           | 製造 次車 | 更新 | つり革 | 備考                 |
| 形式・車種 | クハ9000 （Tc2）           | デハ9200 （M1）            | サハ9700 （T2）            | デハ9300 （M2）            | サハ9800 （T1）            | デハ9400 （M3）            | デハ9600 （M0）            | クハ9100 （Tc1）           | 入籍           | 製造 次車 | 更新 | つり革 | 備考                 |
| 搭載機器   | CP                         | CONT,SIV                   |                            | CONT,SIV                   | CP                         | CONT,SIV                   | CONT                       | CP                         | 入籍           | 製造 次車 | 更新 | つり革 | 備考                 |
| 車号       | 9001                       | 9201                       | 9701                       | 9301                       | 9801                       | 9401                       | 9601                       | 9101                       | 1986年3月8日   | 1         | ○    | ○      |                      |
| 車号       | 9002                       | 9202                       | 9702                       | 9302                       | 9802                       | 9402                       | 9602                       | 9102                       | 1987年11月25日 | 2         | ○    | ○      |                      |
| 車号       | 9003                       | 9203                       | 9703                       | 9303                       | 9803                       | 9403                       | 9603                       | 9103                       | 1987年12月20日 | 2         | ●    | △      |                      |
| 車号       | 9004                       | 9204                       | 9704                       | 9304                       | 9804                       | 9404                       | 9604                       | 9104                       | 1988年1月24日  | 2         | ×    | ○      |                      |
| 車号       | 9005                       | 9205                       | 9705                       | 9305                       | 9805                       | 9405                       | 9605                       | 9105                       | 1988年2月20日  | 2         | ●    | △      |                      |
| 車号       | 9006                       | 9206                       | 9706                       | 9306                       | 9806                       | 9406                       | 9606                       | 9106                       | 1988年3月2日   | 2         | ●    | △      | 元TOQ-BOX装飾編成    |
| 車号       | 9008                       | 9208                       | 9708                       | 9308                       | 9808                       | 9408                       | 9608                       | 9108                       | 1988年8月27日  | 3         | ○    | ○      |                      |
| 車号       | 9009                       | 9209                       | 9709                       | 9309                       | 9809                       | 9409                       | 9609                       | 9109                       | 1988年9月2日   | 3         | ○    | ○      |                      |
| 車号       | 9010                       | 9210                       | 9710                       | 9310                       | 9810                       | 9410                       | 9610                       | 9110                       | 1988年10月19日 | 3         | ○    | ○      |                      |
| 車号       | 9011                       | 9211                       | 9711                       | 9311                       | 9811                       | 9411                       | 9611                       | 9111                       | 1988年10月25日 | 3         | ●    | △      |                      |
| 車号       | 9012                       | 9212                       | 9712                       | 9312                       | 9812                       | 9412                       | 9612                       | 9112                       | 1988年11月22日 | 3         | ●    | △      |                      |
| 車号       | 9013                       | 9213                       | 9713                       | 9313                       | 9813                       | 9413                       | 9613                       | 9113                       | 1989年3月31日  | 3         | ●    | △      | 元シャボン玉装飾編成 |
| 車号       | 9014                       | 9214                       | 9714                       | 9314                       | 9814                       | 9414                       | 9614                       | 9114                       | 1989年9月30日  | 4         | ○    | ○      |                      |
| 車号       | 9015                       | 9215                       | 9715                       | 9315                       | 9815                       | 9415                       | 9615                       | 9115                       | 1991年3月26日  | 5         | ○    | ○      |                      |

凡例
- CONT：主制御器（1C4M）
- SIV：補助電源装置（静止形インバータ）120kVA
- CP：空気圧縮機
- 更新欄の×は未更新、○は更新、●は更新（木目）
- 大井町線用の転入年月とは、東横線から大井町線に所属が変更となった年月のこと（大井町線での運転開始時期ではない）
- 大井町線用は9001編成を除いた全編成が前面帯グラデーションタイプ、行先表示器フルカラーLED、シングルアームパンタグラフ

## その他
本系列は目黒線と帝都高速度交通営団（現・東京地下鉄）南北線および東京都交通局（都営地下鉄）三田線との相互直通運転への対応も想定した設計となっていた。しかし、実際には急勾配の多い南北線では出力不足であったといわれ、それに加えて当初計画のホームセンサー方式（池上線と東急多摩川線で採用）からホームドア方式への計画変更によりモニタ装置を装備させる必要が生じたこと、またこれによる乗務員の安全確認上の問題やコスト面から、地下鉄乗り入れに際しては新系列となる2代目3000系が設計、製造された。
この名残として、目黒線に乗り入れている都営6300形電車および営団9000系電車の初期車には本系列と同様に一部座席にクロスシートを設置するなどの共通点が見受けられ、本系列には車外スピーカーの準備工事がなされていた。さらに、方向幕および指令器には「田園調布」や「目黒」の表示も用意されていたが、後のみなとみらい線開業に向けた対応で消滅した。加えて、運転台のマスコンキーやATC/ATS切り替えスイッチが営団対応のものになっているほか、運転台左側壁面には増設メーター類の準備工事が、サハ9700形の妻面には誘導無線アンテナの取り付け準備工事がなされていた。
また、本系列は副都心線への直通運転に対応させる予定であったが、ブレーキ応答性の問題でATO運転に必要とされる停止精度を満たせない等の理由から対象外となった。

## 車体装飾
- 9006F・9013FはかつてTOQ-BOXと呼ばれ、中吊り広告を1社（商品・サービス）のものに統一していた。前者は虹と楽器・音符、後者はシャボン玉をそれぞれモチーフにした装飾を両端先頭車の前面および側面にそれぞれ施し、1990年代後半にデザインが変更となった。その後、ステッカーの老朽化を理由に9006Fは2008年12月、9013Fは2009年1月に側面の装飾が撤去された。
  - 前面についてはしばらく存続していたが、9006Fは大井町線転属直前となる2010年8月に撤去され、9013Fについても2010年11月11日に前面装飾を撤去された。
- 9013Fは、2005年（平成17年）度の夏期と冬期に開催したスタンプラリーのキャンペーン編成となり、夏期は「きかんしゃトーマス」を、冬期は「ふたりはプリキュア Max Heart」をそれぞれラッピングした。また、2006年（平成18年）7月15日から8月31日までは9015Fがスタンプラリーのキャンペーン編成となり、「ウルトラマントレイン」として運用されていた。
- 2004年1月30日の東横線高島町駅・桜木町駅廃止の日には、上りの最終列車（桜木町発各停元住吉行）に9013Fが、下りの最終列車（渋谷発各停桜木町行、後に回送）に9001Fをそれぞれ充当した。このうち前者には惜別のヘッドマークステッカー「永年のご利用ありがとうございました 桜木町駅・高島町駅」を前後の貫通扉に貼付し、さながら路面電車の「花電車」的演出がなされた[26]。また、桜木町駅のホーム撤去後、2007年10月に駅舎跡地に9001Fを冠したイベントスペース「創造空間9001」が開設されたが、2010年3月に閉鎖された。
- 2005年11月前後から、東横線に配属した編成の8号車（クハ9100形）にTBSのテレビドラマの広告を掲載するようになった。この8号車は2006年7月14日まで特急・通勤特急・急行に限り女性専用車両に指定されていた。ただし、前述の9006Fと9013Fでは当該広告を掲載していない。
- 9005Fは、2006年5月7日に臨時列車「ハッピーアイスクリーム号」に運用した。なお、同年4月26日から5月6日にかけても東横線内の定期運用に使用した。2007年の同時期にも9011Fが「ハッピーアイスクリーム号」の定期運用（臨時列車としての運用は同年5月13日）に使用している。
- 2006年10月には、自由が丘駅開業77周年を記念して、9002Fが同年10月3日から10月26日まで、9007Fは同年10月2日から10月25日まで特製ステッカーを車体に貼付していた。
- みなとみらい線沿線にあった特設劇場で開催されていたマッスルミュージカル本公演の前後には、ラッピングを施した編成を運行していた。ただし、ラッピング施工編成は開催時期により異なっていた。
- 2007年には、2009年（平成21年）の横浜港開港150周年を記念して、9009Fに国際信号旗などのステッカーが貼付された。
- 2008年12月ごろから、開国博Y150の開催を記念して、9010Fに「たねまる」のステッカーが貼付されている。この編成を使用して、2009年9月21日から同月23日まで臨時急行列車「Y150たねまる号」が運転された。
- 2007年8月7日ごろからは大井町線大岡山駅 - 大井町駅間開業80周年を記念して、9007Fの前面に特製のステッカーが貼付された。2008年3月28日の大井町線急行運転開始を前に、この記念ステッカーを貼付したまま同線所属の各停用車両と同様のグラデーションカラーに変更されるとともに側面のみ大井町線を表す誤乗防止のためのステッカーが貼付された。その後、記念ステッカーは同年8月中旬に撤去され、その跡に大井町線を表す誤乗防止用のステッカーが貼付された。
- 東横線では2013年3月15日をもって副都心線乗り入れ対応改造工事を施工していない9000系の運用を終了したため、同年2月9日より3月14日まで、9001Fの両先頭車にヘッドマークを装着して運転された[27]。なお、クハ9101側とクハ9001側ではデザインが違っていた。装着当日は渋谷駅 - 武蔵小杉駅 - 元住吉検車区間で1往復の『タモリ倶楽部』による団体臨時列車に使用され、翌2月10日から3月14日まで通常の定期列車に充てられた。さらに、特急・通勤特急・急行で運転される際には、急行標識灯が点灯された。
- 2019年12月から2020年2月まで、大井町線全線開業90周年を記念して、9007Fの両先頭車にヘッドマークが掲出された。また、90周年記念列車として大井町駅では同編成の出発式が開催された[28]。
- 2022年4月から2023年4月まで、東急グループ創立100周年を記念して、9007Fが大井町線の「東急グループ100周年トレイン」として運行された。同編成の両先頭車にヘッドマークが掲出されたほか、各車両の側面には車体ラッピングが施された[29]。
- 2025年4月12日よりデビュー39周年を記念、および同年度から6020系による置き換えが始まることに伴って9001Fの正面帯を登場時の赤帯に復刻して運行されている[19]。その後、9013F・9015Fも同様に赤帯に復刻されて運行されている[23][22]

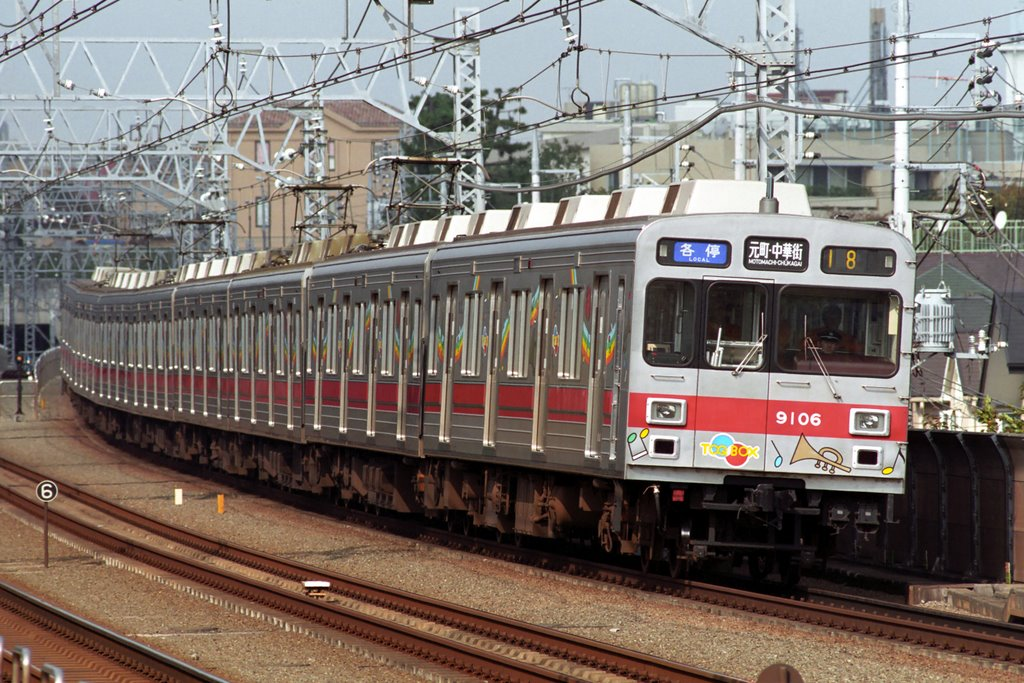
TOQ-BOX号 （2004年11月3日 / 多摩川駅）
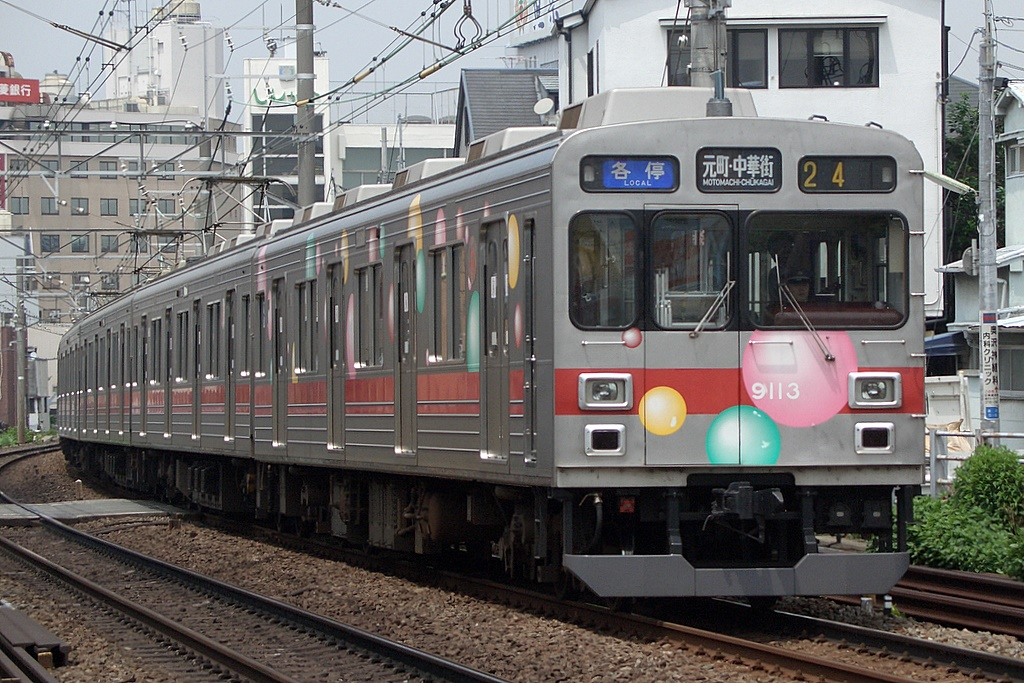
シャボン玉装飾 （2005年7月2日 / 自由が丘駅 - 田園調布駅間）
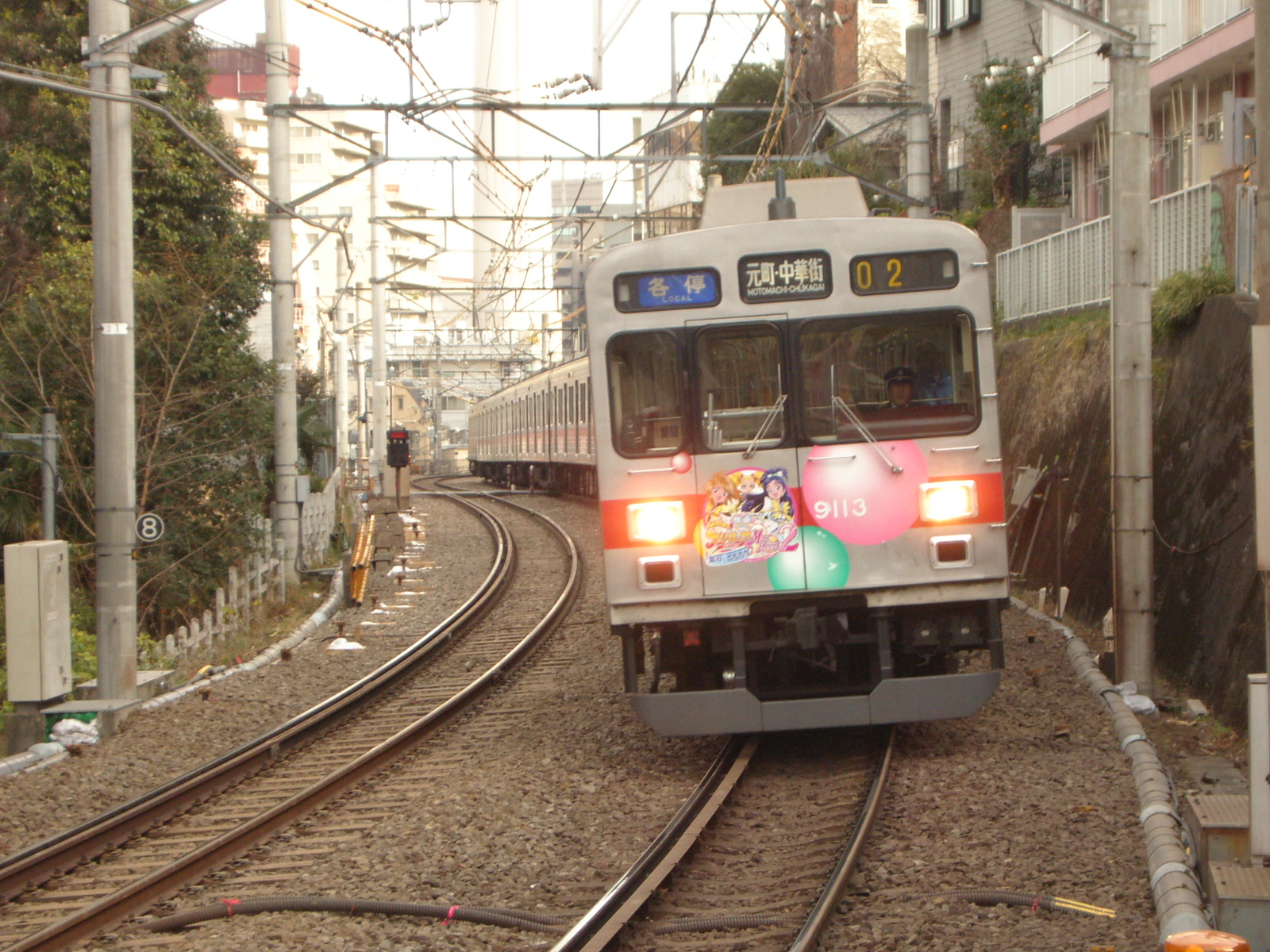
東横線用9013F プリキュアトレイン （2005年12月25日 / 代官山駅）
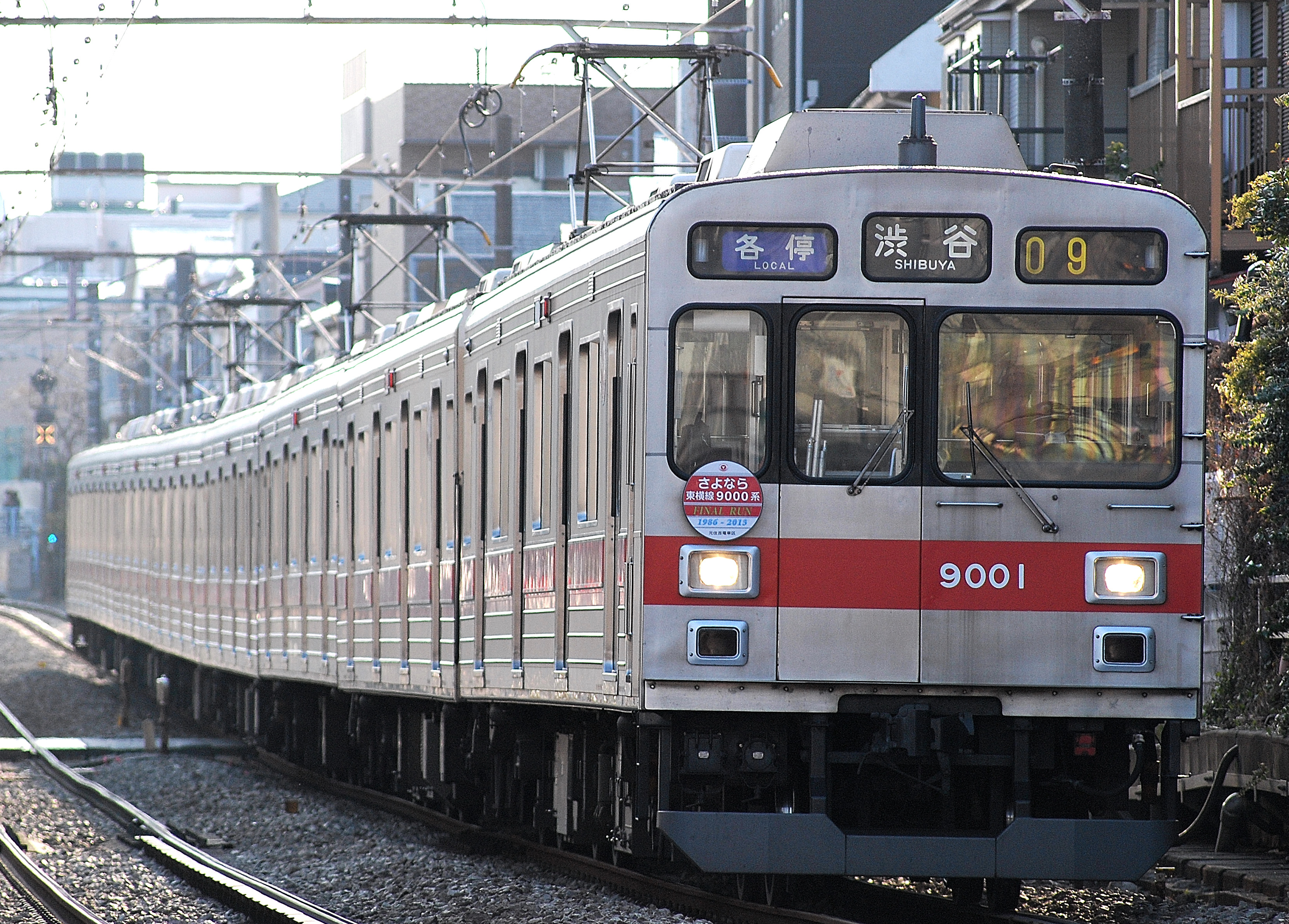
2013年3月15日をもって、東横線での運用を終了するため、9001Fの渋谷方の先頭車クハ9001には、それを表示した丸型のヘッドマークが取付けられた。（2013年2月11日 / 白楽駅 - 妙蓮寺駅間）
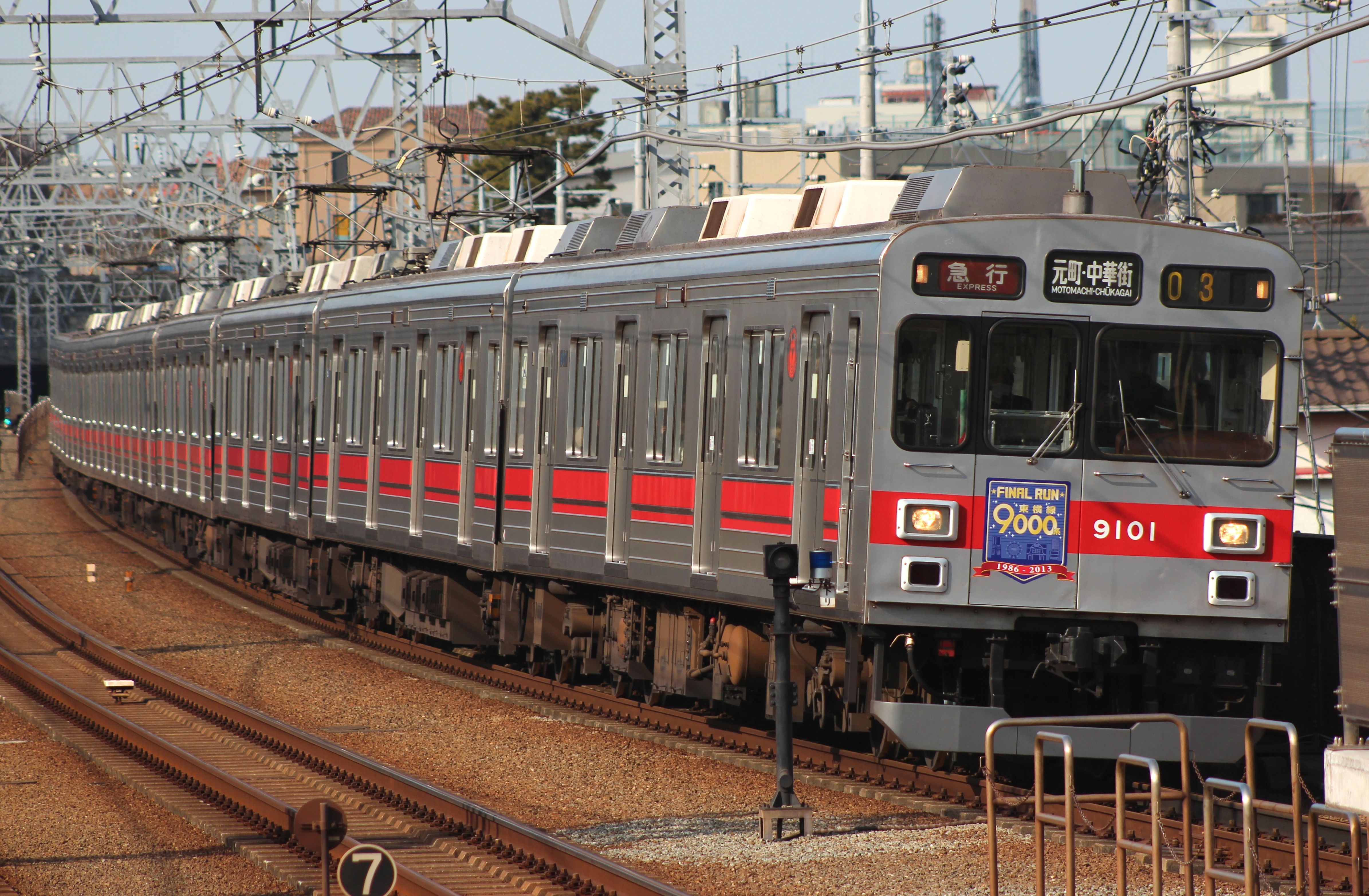
2013年3月15日をもって、東横線での運用を終了するため、9001Fの元町･中華街方の先頭車クハ9101には、それを表示したステッカーによる角型のヘッドマークが取付けられた。 急行標識灯が点灯しているところにも注目。（2013年2月23日 / 多摩川駅）

## 今後の予定
本系列は老朽化に伴い、2025年夏より、本系列および9020系は6020系（5両編成18本）により置き換えが開始される予定。
また、一部の車両は西武鉄道へ譲渡され、同社の「サステナ車両」として2025年度以降に運行を開始する予定。9020系とあわせ、多摩川線・多摩湖線・西武秩父線・狭山線に導入される予定である。外装については、同社で同じくサステナ車両として導入された8000系（元・小田急8000形）と同様に車両部内で募集している。改造内容としては、8000系は必要最小限の改造となっていたのに対し、こちらは老朽化したVVVFやSIVの取替え、また正丸トンネルなどへ対応するための不燃化など、大掛かりな改造となる。床材は交換予定であるが、特有の座席形態については変更する予定はない。また秩父鉄道への直通運転については同社の設備がVVVFに対応しておらず、誘導障害が課題となるため行わないとしている。